# Кетуба (містечко, Вісконсин)
Кетуба (англ. Catawba) — місто (англ. town) в США, в окрузі Прайс штату Вісконсин. Населення — 247 осіб (2020).

## Демографія
Згідно з переписом 2010 року, у місті мешкало 269 осіб у 108 домогосподарствах у складі 75 родин. Було 236 помешкань
Расовий склад населення:
| - 100,0 % — білих |

До двох чи більше рас належало 0,0 %. Частка іспаномовних становила 0,4 % від усіх жителів.
За віковим діапазоном населення розподілялося таким чином: 24,9 % — особи молодші 18 років, 61,0 % — особи у віці 18—64 років, 14,1 % — особи у віці 65 років та старші. Медіана віку мешканця становила 42,8 року. На 100 осіб жіночої статі у місті припадало 102,3 чоловіків;  на 100 жінок у віці від 18 років та старших — 108,2 чоловіків також старших 18 років.
Середній дохід на одне домашнє господарство  становив 52 819 доларів США (медіана — 40 313), а середній дохід на одну сім'ю — 62 325 доларів (медіана — 55 625). Медіана доходів становила 46 875 доларів для чоловіків та 34 167 доларів для жінок. За межею бідності перебувало 6,6 % осіб, у тому числі 9,1 % дітей у віці до 18 років та 2,9 % осіб у віці 65 років та старших.
Цивільне працевлаштоване населення становило 96 осіб. Основні галузі зайнятості: виробництво — 43,8 %, освіта, охорона здоров'я та соціальна допомога — 9,4 %, фінанси, страхування та нерухомість — 7,3 %, сільське господарство, лісництво, риболовля — 7,3 %.